# السدر
السدر (به عربی: السدر) یک منطقهٔ مسکونی در عربستان سعودی است که در استان مدینه واقع شده‌است.